# Penybont FC
Penybont Football Club (velšsky Clwb Pêl-droed Penybont) je velšský fotbalový klub se sídlem v Bridgendu (velšsky Pen-y-bont ar Ogwr), který hraje v Cymru Premier, nejvyšší velšské soutěži. Současný klub vznikl v roce 2013 po sloučení Bridgend Town a Bryntirion Athletic. Penybont hraje své domácí zápasy v Bryntirion Parku (ze sponzorských důvodů známý jako The SDM Glass Stadium).

## V evropských soutěžích
| Sezóna    | Soutěž                         | Fáze        | Soupeř          | Doma | Venku     | Celkem |
| --------- | ------------------------------ | ----------- | --------------- | ---- | --------- | ------ |
| 2023/2024 | Evropská konferenční liga UEFA | 1. předkolo | FC Santa Coloma | 1:1  | 0:2 (pp.) | 1:3    |
| 2025/2026 | Konferenční liga UEFA          | 1. předkolo | Kauno Žalgiris  | 1:1  | 0:3       | 1:4    |